# Хосров-шах (султан Газні)
Хосров-шах (*д/н — 1160) — володар Газневідського султанату в 1157—1160 роках. Повне ім'я Муїзз аль-Даула Абу-Шуджа Хосров-шах ібн Бахрам-шах.

## Життєпис
Походив з династії Газневідів. Син султана Бахрам-шаха. Про дату народження немає відомостей. Замолоду брав участь у боротьбі батька з Гурідами. У 1155 році фактично перебрав владу на себе. Невдовзі вдалося завдати поразки гурідському війську.
У 1157 році після смерті останнього став володарем Газні. Втім його сподівання на підтримку Сельджукидів проти Гурідів не виправдалися, оскільки того ж року помер сельджуцький султан Ахмад Санджар і держава Великих сельджуків припинила існування. Проти Хосров-шаха виступили огузи, що сплюндрували Газні та Кабул. За цих умов Хосров-шах вимушений був перенести столицю до Лахора. Невдовзі всі землі в Кандагарі, Кабулістані було втрачено. Останні роки султан провів у намаганні зберегти владу в Пенджабі.
Помер 1160 року. Йому спадкував син Хосров Малік.